# Джованотти
Лоренцо Керубини (итал. Lorenzo Cherubini), более известный как Джованотти (итал. Jovanotti, род. 27 сентября 1966 г., Рим) — итальянский певец, рэпер, продюсер и автор-исполнитель.
Псевдоним Джованотти происходит от итальянского слова giovanotto (рус. молодой человек). Джованотти писал и исполнял песни в таких направлениях, как рэп, хип-хоп, рэп-рок, поп, рок, а также этническая музыка.

## Биография

### Ранние годы
Родился 27 сентября 1966 года в Риме, Италия, но детство и юность провёл вместе с родителями в городе Кортона, в провинции Ареццо.
После окончания средней школы начал работать диджеем в ночных клубах и на радиостанциях Рима. В 1985 году переехал в Милан. Спустя два года, летом 1987-го, Джованотти познакомился с музыкальным продюсером Клаудио Чеккетто (итал. Claudio Cecchetto), который предложил ему сотрудничество. В том же году певец выпустил свой первый сингл «Walking», а также начал работать на одной из самых известных итальянских радиостанций Radio DeeJay, которая была основана Чеккетто пятью годами ранее.

### 1980-е и 1990-е
Его первый студийный альбом — Jovanotti for President, был выпущен в 1988 году. Несмотря на то, что альбом получил множество негативных отзывов музыкальных критиков, в коммерческом плане диск был успешным — в Италии было продано 400 000 его экземпляров. Кроме того, диск занял третью позицию в итальянском чарте Musica e Dischi.
В 1998 году Джованотти сыграл эпизодическую роль в фильме «Эдемский сад» режиссёра Алессандро Д’Алатри (итал. Alessandro D’Alatri). Певец также написал и исполнил композицию «Piove» для известного телесериала «Клан Сопрано».

### 2000-е
В 2005 году певец выпустил альбом Buon Sangue, музыка которого была представлена сочетанием таких стилей, как рок и хип-хоп. Это была одна из самых инновационных работ на то время. В записи одной из композиций диска участвовал музыкант Эдуардо Беннато.
В 2007 году певец принял участие в записи одной из песен группы Negramaro для их альбома La Finestra, а также написал текст песни «Aria… non sei più tu» певца и киноактёра Адриано Челентано для его сорокового студийного альбома Dormi amore, la situazione non è buona. В 2008 году Джованотти выпустил свой новый студийный альбом — Safari.

### 2010-е
25 января 2011 года вышел новый студийный альбом исполнителя — Ora. В том же году Джованотти принял участие в музыкальном фестивале Боннару, а также написал две песни для альбома Facciamo finta che sia vero Адриано Челентано, который вышел 29 ноября 2011 года. Джованотти также снялся в клипе на песню «Non so più cosa fare» из этого альбома.

## Личная жизнь
Несколько лет Джованотти встречался с дочерью Адриано Челентано — Розитой. 6 сентября 2008 года певец официально зарегистрировал брак с Франческой Валиани в церкви Санта Мария Нуова в Кортоне. Их дочь Тереза родилась в 1998 году. Джованотти посвятил ей песню «Per te», которая была выпущена в альбоме Capo Horn 1999 года.

## Дискография
- 1988 — Jovanotti for President
- 1989 — La mia moto
- 1990 — Giovani Jovanotti
- 1991 — Una tribù che balla
- 1992 — Lorenzo '92
- 1994 — Lorenzo '94
- 1997 — Lorenzo 1997 — L’albero
- 1999 — Lorenzo 1999 — Capo Horn
- 2002 — Lorenzo 2002 - Il quinto mondo
- 2005 — Buon sangue
- 2008 — Safari
- 2011 — Ora
- 2015 — Lorenzo 2015 CC.
- 2017 — Oh, Vita!